# Saint-Rémy-la-Vanne
Saint-Rémy-la-Vanne là một xã ở tỉnh Seine-et-Marne, thuộc vùng Île-de-France ở miền bắc nước Pháp.

## Dân số
Người dân ở Saint-Rémy-la-Vanne được gọi là Saint-Rémois.
Điều tra dân số năm 1999, xã này có dân số là 807.